# أليكساندر كارير
أليكساندر كارير هو لاعب هوكي جليد كندي، ولد في 8 أكتوبر 1996 في مدينة كيبك في كندا.

## وصلات خارجية
- أليكساندر كارير على موقع دوري الهوكي الوطني (الإنجليزية)
- أليكساندر كارير على موقع الدوري الأمريكي لهوكي الجليد (الإنجليزية)
- أليكساندر كارير على موقع EliteProspects.com (الإنجليزية)
- أليكساندر كارير على موقع Eurohockey.com (الإنجليزية)
- أليكساندر كارير على موقع HockeyDB.com (الإنجليزية)
- أليكساندر كارير على موقع Hockey-Reference.com (الإنجليزية)